# Martha Scott

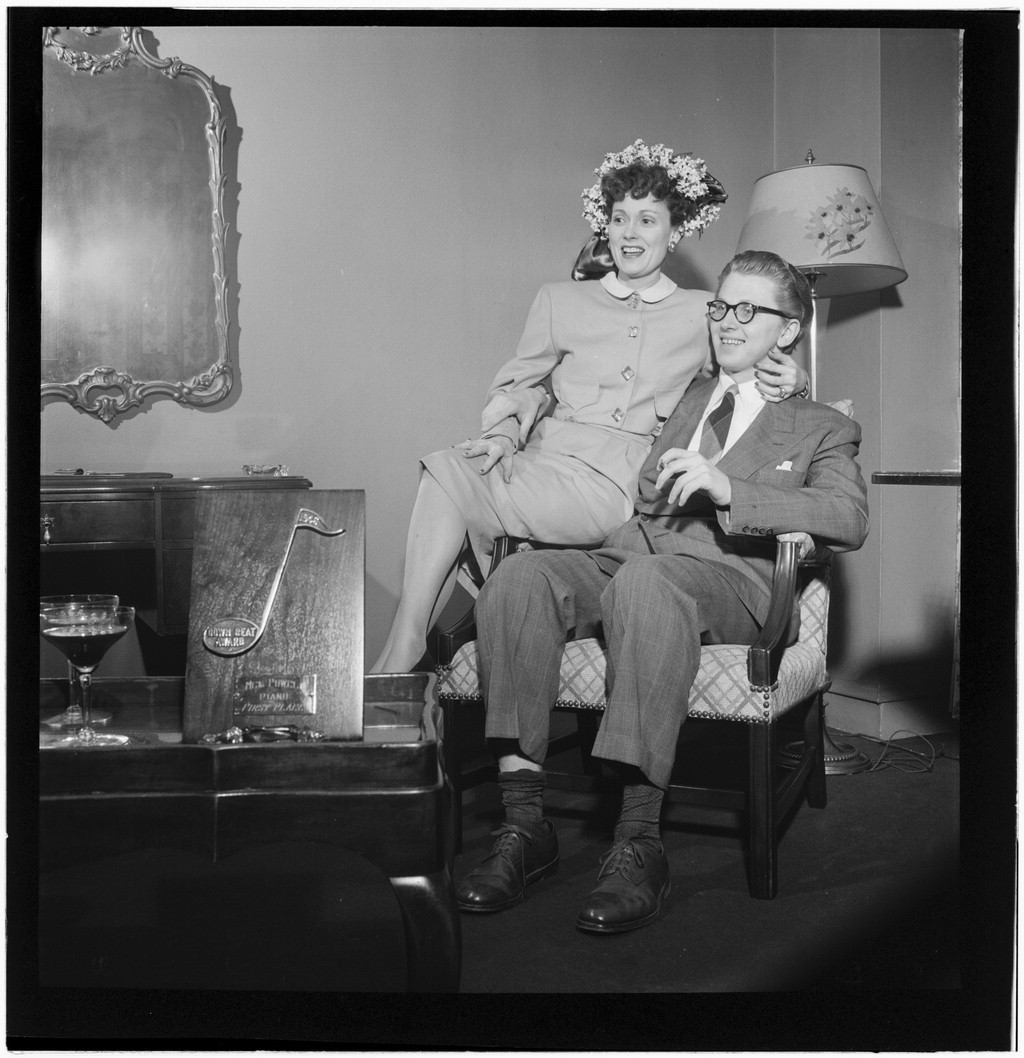
Martha Scott und Ehemann Mel Powell (1947)

Martha Ellen Scott (* 22. September 1912 in Jamesport, Missouri; † 28. Mai 2003 in Van Nuys, Kalifornien) war eine US-amerikanische Schauspielerin.

## Leben und Karriere
Martha Scott interessierte sich bereits in der High School für Schauspielerei und studierte später Schauspiel an der Universität von Michigan in Detroit. Ihr professionelles Bühnendebüt gab sie 1933/1934 bei Shakespeare-Produktionen anlässlich der Weltausstellung in Chicago. Danach ging sie nach New York City, um am Broadway Theater zu spielen. Während einer Vorstellung des Stückes Unsere kleine Stadt von Thornton Wilder, in der sie die weibliche Hauptrolle der Emily Webb spielte, wurde sie für den Film entdeckt.
In Hollywood spielte sie dieselbe Rolle 1940 in der Verfilmung des Stückes von Sam Wood und erhielt dafür in der Kategorie Beste Hauptdarstellerin eine Oscar-Nominierung. Es blieb die einzige während ihrer Laufbahn. Während ihrer weiteren Karriere pendelte sie zwischen Rollen am Theater und in Hollywood. In dem mit elf Oscars ausgezeichneten Monumentalfilm Ben Hur spielte sie die Miriam, die Mutter des Titelhelden, der von Charlton Heston dargestellt wurde. Martha Scott hatte schon 1956 in Die zehn Gebote die Mutter von Moses, ebenfalls dargestellt von Charlton Heston, gespielt. In zwei Bühnenproduktionen war sie aber auch in der Rolle der Ehefrau von Heston zu sehen. 1968 schloss sie sich der Theaterproduktionsfirma Plumstead Theatre Company von Henry Fonda und Robert Ryan an.
Martha Scott war von 1940 bis 1946 mit dem Radioproduzenten und Ansager Carleton William Alsop verheiratet, mit dem sie einen Sohn hatte. Von 1946 bis zu dessen Tode 1998 war sie mit dem Jazzpianisten und Komponisten Mel Powell verheiratet, mit dem sie zwei Töchter hatte. Nach ihrem Tod im Jahr 2003 im Alter von 90 Jahren wurde sie in ihrer Heimatstadt Jamesport an der Seite ihres Mannes beerdigt.

## Filmografie (Auswahl)
- 1940: Unsere kleine Stadt (Our Town)
- 1940: The Howards of Virginia
- 1941: Cheers for Miss Bishop
- 1941: They Dare Not For Love
- 1941: Mit einem Fuß im Himmel (One Foot in Heaven)
- 1943: Hi Diddle Diddle
- 1943: Die Hölle von Oklahoma (In Old Oklahoma)
- 1947: Unvergessene Jahre (So Well Remembered)
- 1949: Strange Bargain
- 1955: An einem Tag wie jeder andere (The Desperate Hours)
- 1956: Die zehn Gebote (The Ten Commandments)
- 1957: Sayonara
- 1959: Ben Hur
- 1969: Der Chef (Ironside; Fernsehserie, 1 Folge)
- 1973: Zuckermanns Farm – Wilbur im Glück (Charlotte's Web; nur Stimme)
- 1974: Giganten am Himmel (Airport 1975)
- 1974–1975: Der Sechs-Millionen-Dollar-Mann (The Six Million Dollar Man; Fernsehserie, 3 Folgen)
- 1975: Tödliche Diagnose (Medical Story; Fernsehfilm)
- 1975: Columbo: Playback (Fernsehfilm)
- 1976–1977: Die Sieben-Millionen-Dollar-Frau (The Bionic Woman; Fernsehserie, 6 Folgen)
- 1977: Am Wendepunkt (The Turning Point)
- 1979: Love Boat (Fernsehserie, 1 Folge)
- 1979–1985: Dallas (Fernsehserie, 10 Folgen)
- 1980–1981: Secrets of Midland Heights (Fernsehserie, 10 Folgen)
- 1983: Summer Girl – Wenn Leidenschaft zum Albtraum wird (Summer Girl)
- 1986: Ein Engel auf Erden (Fernsehserie, 1 Folge)
- 1987: Mord ist ihr Hobby (Fernsehserie, 1 Folge)
- 1990: Tochter der Nacht (Daughter of the Streets; Fernsehfilm)

Als Produzentin
- 1970: The Front Page (Fernsehfilm)
- 1981: Ein Montag im Oktober (First Monday in October)